# 李翰祥
李 翰祥（り かんしょう、リー・ハンシャン、1926年4月18日 - 1996年12月17日）は、中国奉天省錦西県（現・遼寧省葫芦島市連山区）出身の香港の映画監督。

## 経歴
1926年、奉天省錦西県小蘇家屯に生まれる。1930年、父親の仕事の都合で熱河省承徳に移り、1932年に日本軍の熱河侵攻を逃れて北平（現・北京）に移った。北平芸術専科学校に入学し西洋画を学ぶが、高校を出ていないことが発覚して除籍となり、1948年に香港に渡った。翌年に永華電影公司 に俳優として入社し、その後は美術スタッフなども務めた。1954年、『嫦娥』で共同監督の一人として初監督。同年にショウ・ブラザーズの前身の邵氏父子公司に移籍した。ショウ・ブラザーズでは、「黄梅調」と呼ばれる歌唱時代劇映画のブームの中心となり、『江山美人』、『梁山伯と祝英台』などのヒット作を発表した。1963年、『梁山伯と祝英台』が金馬奨で最優秀作品賞など6部門を受賞。同年の冬、台湾で国聯影業を創業した。1965年の作品『西施』は金馬奨で最優秀作品賞など5部門を受賞し、台湾映画史上空前の歴史大作と言われる。国聯影業は経営的にはうまくゆかず1970年に廃業し、李は1971年に香港に戻った。1972年にコメディ映画『大軍閥』を発表、当時テレビの司会者として活躍していたマイケル・ホイを主役に抜擢し、映画界に引き入れた。これを皮切りに、70年代にはエロティック・コメディを多く監督したが、本人が心血を注いでいたのは1975年の歴史映画『傾國傾城』とその続編『瀛台泣血』であるという。80年代には中国大陸との合作で『西太后』、『火龍』を発表。1996年にテレビドラマの撮影のために滞在していた北京で、心臓病の発作で死去した。

## フィルモグラフィー

### 監督
- 嫦娥 (1954年)
- 水仙 (1956年)
- 雪裏紅 (1956年)
- 窈窕淑女 (1957年)
- 移花接木 (1957年)
- 春光無限好 (1957年)
- 馬路小天使 (1957年)
- 黄花閨女 (1957年)
- 妙手回春 (1958年)
- 安琪兒 (1958年)
- 給我一個吻 (1958年)
- 全家福 (1958年)
- 丹鳳街 (1958年)
- 貂蟬 (1958年)
- 兒女英雄傳 (1959年)
- 『江山美人』江山美人 (1959年)
- 殺人的情書 (1959年)
- 後門 (1960年)
- 『真説チャイニーズ・ゴースト・ストーリー』倩女幽魂 (1960年)
- 手鎗 (1961年)
- 楊貴妃 (1962年)
- 楊乃武與小白菜 (1963年)
- 武則天 (1963年)
- 『梁山伯と祝英台』梁山伯與祝英台 (1963年)
- 鳳還巣 (1963年)
- 七仙女 (1963年)
- 状元及第 (1964年)
- 王昭君 (1964年)
- 一毛錢 (1964年)
- 西施 (1965年)
- 菟絲花 (1965年)
- 辛十四娘 (1966年)
- 天之嬌女 (1966年)
- 幾度夕陽紅大結局 (1966年)
- 鳳陽花鼓 (1967年)
- 塔裏的女人 (1967年)
- 深情比酒濃 (1967年)
- 十萬青年十萬軍 (1967年)
- 破曉時分 (1968年)
- 冬暖 (1969年)
- 揚子江風雲 (1969年)
- 北極風情畫 (1969年)
- 喜怒哀樂 (1970年)
- 鬼狐外傳 (1970年)
- 騙術奇譚 (1971年)
- 緹縈 (1971年)
- 祇羡鴛鴦不羡仙 (1972年)
- 風月奇譚 (1972年)
- 騙術大觀 (1972年)
- 大軍閥 (1972年)
- 一樂也 (1973年)
- 北地胭脂 (1973年)
- 風流韻事 (1973年)
- 牛鬼蛇神 (1973年)
- 騙術奇中奇 (1973年)
- 醜聞 (1974年)
- 『金瓶梅』金瓶雙艷 (1974年)
- 聲色犬馬 (1974年)
- 港澳傳奇 (1975年)
- 傾國傾城 (1975年)
- 捉姦趣事 (1975年)
- 騙財騙色 (1976年)
- 拈花惹草 (1976年)
- 洞房艶事 (1976年)
- 瀛台泣血 (1976年)
- 風花雪月 (1977年)
- 佛跳牆 (1977年)
- 金玉良縁紅楼夢 (1977年)
- 乾隆下江南 (1977年)
- 哈囉床上夜歸人 (1978年)
- 乾隆下揚州 (1978年)
- 子曰:食色性也 (1978年)
- 銷魂玉 (1979年)
- 鬼叫春 (1979年)
- 軍閥趣史 (1979年)
- 乾隆皇與三姑娘 (1980年)
- 徐老虎與白寡婦 (1980年)
- 乾隆皇君臣鬥智 (1982年)
- 武松 (1982年)
- 三十年細説従頭 (1982年)
- 垂簾聽政 (1983年) - 『火燒圓明園』と纏めて『西太后』として日本公開
- 皇帝保車 (1983年)
- 火燒圓明園 (1983年) - 『垂簾聽政』と纏めて『西太后』として日本公開
- 『火龍』火龍 (1986年)
- 八旗子弟 (1988年)
- 『続・西太后』一代妖后 (1989年)
- 敦煌夜譚 (1991年)
- 『金瓶風月』金瓶風月 (1991年)
- 『竹夫人の秘め事』竹夫人 (1991年)
- 情人的情人 (1994年)
- 少女潘金蓮 (1994年)

### 脚本のみ
- 翠翠 (1953年)
- 金鳳 (1956年)
- 梅姑 (1956年)
- 笑聲涙影 (1958年)
- 皇帝與太監 (1981年)

### 出演
- 火葬 (1949年)
- 花街 (1950年)
- 玫瑰花開 (1951年)
- 霧香港 (1952年)
- 浴室艶屍 (1952年)
- 近水楼台 (1952年)
- 狗兇手 (1952年)
- 虎落平陽 (1952年)
- 喜相逢 (1952年)
- 一刻春宵 (1952年)
- 月兒彎彎照九州 (1952年)
- 翠翠 (1953年)
- 嫦娥 (1954年)
- 玫瑰玫瑰我愛你 (1954年)
- 梅姑 (1956年)
- 騙術大觀 (1972年)
- 牛鬼蛇神 (1973年)
- 運財童子小祖宗 (1974年)
- 聲色犬馬 (1974年)
- 嬉笑怒罵 (1975年)
- 小祖宗 (1976年)
- 三十年細説従頭 (1982年)
- 『金瓶風月』金瓶風月 (1991年)

### 美術
- 雨夜歌聲 (1950年)
- 玫瑰花開 (1951年)
- 別讓丈夫知道 (1952年)
- 楊貴妃 (1962年)
- 『金瓶風月』金瓶風月 (1991年)

## 受賞
- 金馬奨
  - 最優秀作品賞『梁山伯と祝英台』『西施』『緹縈』
  - 最優秀監督賞『梁山伯と祝英台』『西施』
  - 最優秀脚本賞『緹縈』『乾隆下揚州』
  - 優秀作品賞『武則天』『揚子江風雲』『傾國傾城』『乾隆下江南』
- アジア太平洋映画祭
  - 最高賞『江山美人』『後門』
  - 監督賞『貂蟬』『江山美人』『後門』
  - アジア伝統文化賞『緹縈』
  - ユーモア滑稽映画監督賞『大軍閥』
  - 人物描写賞『大軍閥』
- カンヌ国際映画祭
  - 技術特別賞『楊貴妃』
- 中華民国行政院新聞局優良国片金鼎奨
  - 『貂蟬』『安琪兒』『雪裏紅』『馬路小天使』『江山美人』
- 中華人民共和国文化部優秀影片特別賞
  - 『火燒圓明園』『垂簾聽政』（『西太后』）
- 文部大臣特別賞（日本）
  - 『後門』[2]